# Ivo (Bolivia)
Ivo is een plaats in het departement Chuquisaca in het laagland van het Zuid-Amerikaanse land Bolivia. In 2010 had de plaats 312 inwoners.

Ivo is gelegen in de vochtige subtropen tussen het bergachtige gebied van de Cordillera de Tajsara o Tarachaca in het Westen en de Boliviaanse Chaco in het Oosten.
De plaats ligt in een gebied waar sinds de komst van de Spanjaarden in de 16e eeuw strijd woedde tussen de Guarani - hier Chiriguanos genoemd - en de nieuwkomers. De laatste opstand vond plaats in 1892, waarbij het Boliviaanse leger de opstandelingen bij Kuruyuki wist te verslaan en bijna 1000 slachtoffers maakte. De strijd wordt jaarlijks in Ivo herdacht.